# 黙示録2009 隕石群襲来
『黙示録2009 隕石群襲来』（原題：FALL OF HYPERION／TOTAL ECLIPSE）は、アメリカ合衆国の映画作品。

## キャスト
| 役名                 | 俳優                         | 日本語吹替 |
| -------------------- | ---------------------------- | ---------- |
| ジョン・ブライトン   | トーマス・キャラブロ         | 小室正幸   |
| ケン・ストーン       | ウィリアム・グレゴリー・リー | 押切英希   |
|                      | シンシア・ギブ               |            |
| サム・ハンター       | ジョン・ブリデル             | 桝谷裕     |
| グラハム大統領       | J・カレン・トーマス          | 橘凜       |
| リチャード・クラフト | トラバー・バーンズ           | 小島敏彦   |
| マーク・ハッチンソン | ボブ・ラムノック             | 向井修     |
| ライアン・カーター   | クリストファー・ロッカ       | 杉野博臣   |

- その他の声の吹き替え：岐部公好／関直人／三輪学／田中結子／渡辺育子／小林かつのり／木下尚紀／伊藤美穂